# Лантефонтен
Лантефонте́н (фр. Lantéfontaine) — коммуна во французском департаменте Мёрт и Мозель, региона Лотарингия. Относится к  кантону Брие.

## География
Лантефонтен расположен в 25 км к северо-западу от Меца и в непосредственной близости от Брие. Соседние коммуны: Манс на севере, Брие на востоке,  Ле-Барош на юго-западе, Любе и Флевиль-Ликсьер на западе, Ану и Мансьель на северо-западе.

## Демография
Население коммуны на 2010 год составляло 770 человек.
| 1962 | 1968 | 1975 | 1982 | 1990 | 1999 | 2010 |
| ---- | ---- | ---- | ---- | ---- | ---- | ---- |
| 323  | 355  | 439  | 615  | 699  | 685  | 770  |